# André Reul
André Reul (Boorsem, 13 juli 1933 – Genk, 12 april 2013) was een Belgisch CVP-politicus. Beroepshalve stond hij in het onderwijs en was schooldirecteur in Eisden-Tuinwijk.
Reul, opgegroeid in een traditioneel liberaal milieu in het Maaslandse Boorsem, studeerde af aan de normaalschool van Mechelen-aan-de-Maas. Hij werd onderwijzer aan de jongensschool van Mariaheide en werd in 1968 benoemd tot schooldirecteur van de jongensschool van Eisden-Tuinwijk.
Hij was actief binnen het Christelijk Onderwijzersverbond van Maasmechelen en stapte in 1970 in de gemeentepolitiek. Reul werd in 1973 verkozen tot plaatselijk CVP-voorzitter en het daaropvolgend jaar werd hij schepen van Planning en Openbare Werken. Na de verkiezingen van 1976 werd hij eerste schepen onder het bewind van burgemeester Albert Dexters. Toen deze laatste begin 1980 om gezondheidsredenen aftrad volgde Reul hem op. Hij bleef burgemeester tot in 1982.
Hij bleef politiek actief bij de CVP tot in 2000 en was onder meer schepen, voorzitter van het OCMW en vanaf 1978 provincieraadslid in Limburg. Daarna liet hij evenwel zijn voorkeur blijken voor Open VLD, onder meer door zijn optreden als OCMW-raadslid namens deze partij.